# アフリカーナー
アフリカーナー（アフリカーンス語: Afrikaner）は、アフリカ南部に居住する白人のうち、ケープ植民地を形成したオランダ系移民を主体に、フランスのユグノー、ドイツ系プロテスタント教徒など、信教の自由を求めてヨーロッパからアフリカに入植した人々が合流して形成された民族集団である。現在の南アフリカ共和国やナミビアに多く住んでいる。
言語はオランダ語を基礎にして現地の言語等を融合して形成されたゲルマン系言語であるアフリカーンス語を母語とする。かつてはブール人（Boer）と呼ばれた（「ブール」〔Boer〕とはオランダ語およびアフリカーンス語で農民の意。"Boer"の英語読みに基づいてボーア人とも表記される）。主な宗教は改革派（カルヴァン派）に属するオランダ改革派教会である。
アパルトヘイト時代の厳密な定義では、オランダ系（同化したユグノーなども含まれる）であること、アフリカーンス語を第一言語とすること、オランダ改革派教会の信徒であること、この三つをみたすことが「アフリカーナー」の条件であった。

## 歴史

### オランダ植民地時代（1652年 - 1795年）

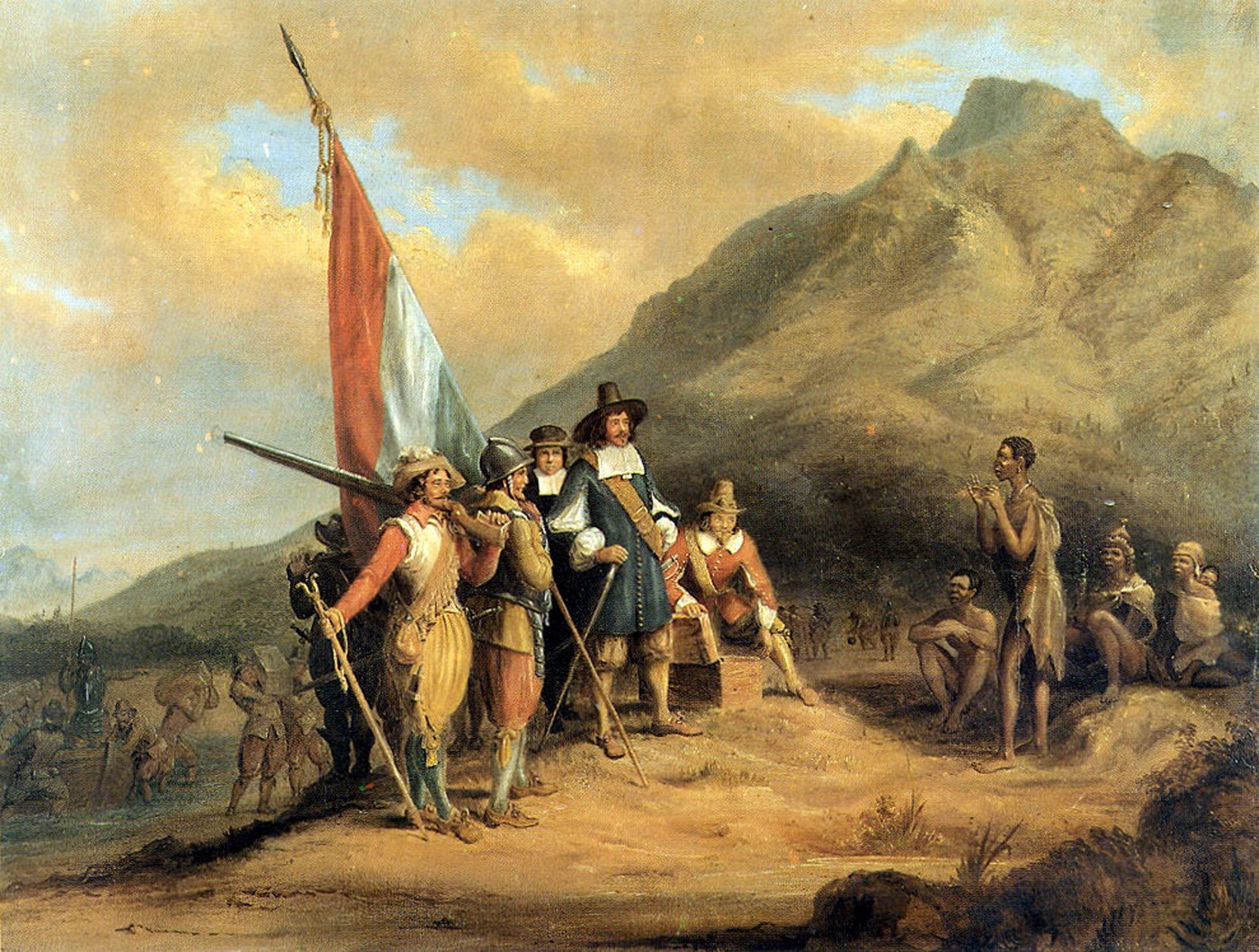
1652年にヤン・ファン・リーベックがケープに上陸した様子を描いた絵画。

17世紀半ばの1652年にオランダ人ヤン・ファン・リーベックらが、オランダ領東インドや日本への補給港建設の為に、アフリカ南部沿岸部へ入植し、ケープタウンを建設、オランダ東インド会社（VOC）によるケープ植民地が成立した。彼らがアフリカーナーの源流といえる。ケープ植民地総督シモン・ファン・デル・ステルは1679年にステレンボッシュ市を築き、後のアフリカーナーの内陸部進出の拠点となった。このオランダ入植者の集団にはカトリックが主流のフランス王国で公民扱いされていなかった新教徒のユグノーなど、他のヨーロッパ諸国からのプロテスタント移民も合流する形で流入し、後に民族集団としてアフリカーナー（ブール人）と呼ばれることになる人々の前身が形成されていった。以上の理由より、アフリカーナーの出身国にはオランダ、フランス、ドイツの他、ベルギー、スカンディナヴィア諸国がある。この中でもフランス出身のユグノーは、現在もケープ地方に伝わるワイン製造の技術をもたらした。また、こうして形成されたオランダ系集団は、インドネシア・マレーシア・インド・スリランカ・モザンビーク・マダガスカルなどの出身のアジア系・アフリカ系の人々を奴隷として使役し、先住民のサン人（当時の呼称ではブッシュマン）から家畜と土地を奪って従僕とした。
また、西ヨーロッパ出身の白人男性による大規模な入植が始まった当初は、同地において白人女性は殆どいなかった。それを補うべく、本国から本妻を呼び寄せたり、孤児の少女を集団で送り込んだほか、上述したインドネシア・マレーシアにあたる地域から連行されてきた、後にケープマレーと呼称される奴隷の女性達も到着する様になった。しかし、当然ながらそれだけでは問題の解決には至らず、多くの白人男性は、使役するコイコイ人や奴隷の女性と結婚したほか、性行為を強要し続けた。また、オランダ東インド会社もケープタウンに女性奴隷を収容した慰安所を設け、女性達は船員達の性奴隷として酷使された。
こうした異人種間の結婚や性暴力が多発した結果、数多くの混血児が生まれる事となった。その影響もあって、2019年2月に、無作為に抽出した77名のアフリカーナーを対象に行われた遺伝子調査では、そのほぼ全員が、非ヨーロッパ人の血統を保持していており、その平均的な割合は約4.8%、単純計算で10代前の祖先（1,024人）のうち50名前後は非ヨーロッパ人となる、という結果が発表された。由来のおおよその割合としては、南アジア系は1.7%、東南アジア系は0.9%、カポイドは1.3%、コンゴイドは0.8%であり、アメリカ先住民の血を引いている事例も確認されている。また、調査対象者における非ヨーロッパ人の血統の割合は、5名が10%以上、21名が5~10%、46名が1~5%、5名が1%未満だった。

### 民族形成期（1795年 - 1910年）

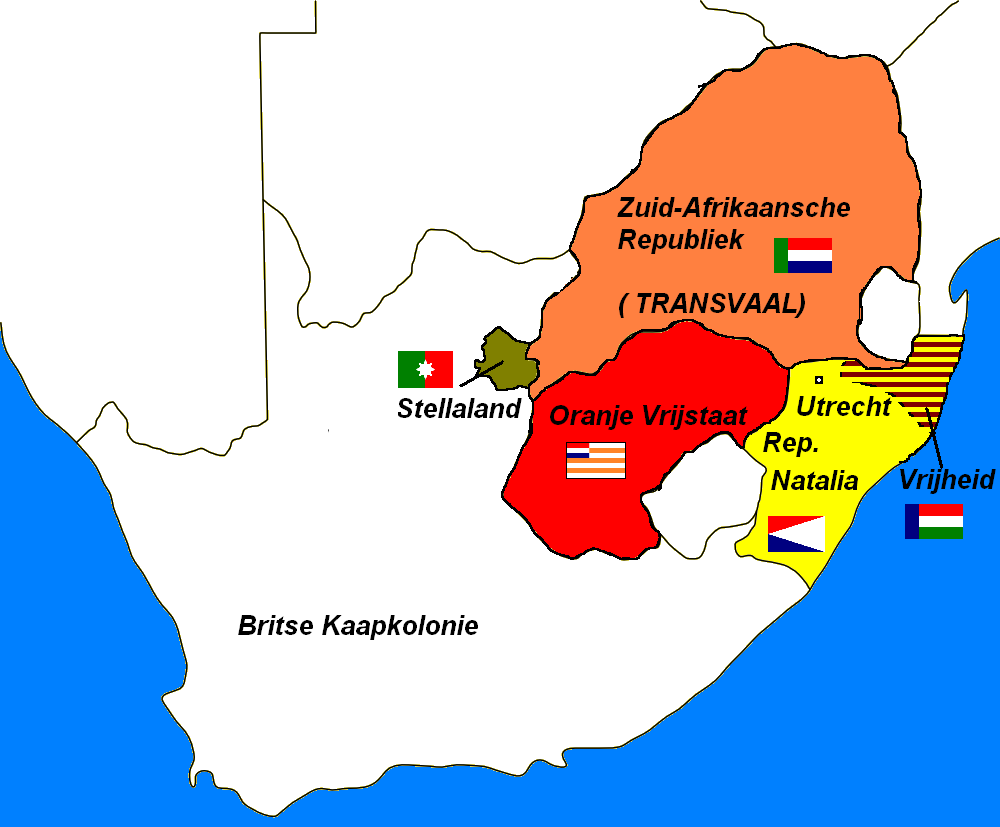
19世紀南部アフリカのアフリカーナー諸共和国。ナタール共和国、トランスヴァール共和国、オレンジ自由国など。

19世紀のアフリカーナーの歴史はアフリカに勢力を伸ばしたイギリスとの対立が主要な矛盾となった。フランス革命戦争中の1795年にオランダ領だったケープ植民地がイギリスに占領され、1799年12月31日にオランダ東インド会社がオランダ本国を占領したフランスによって解散させられると、ケープ植民地で農業に従事していた植民者たちは帰る故国を失ってしまった。また、イギリスによる占領以後、イギリスからの移民がアフリカ南部に流入し、とりわけ1820年にはイギリス政府からの補助金を得たイギリス人が多数入植した。更に、イギリスによるケープ領有後、イギリス国内のキリスト教人道主義者による奴隷制度廃止運動の成果もあって、イギリスは1828年に第50法令でブッシュマンを始めとするカラードに白人と対等の権利を与え、1833年には奴隷廃止法を可決し、1834年12月1日にケープ植民地内の奴隷は解放された。イギリス統治下で英語が公用語となると、アフリカーナーは英語に不得手だったためにイギリス当局から二級市民扱いされた。
イギリスによる奴隷解放によって無償の労働力を奪われたアフリカーナーは、イギリス支配を嫌って1830年代から1840年代にかけてグレート・トレックと呼ばれる沿岸部から内陸部への再入植を行ない、ンデベレ人やズールー人などのバントゥー系民族の諸王国と戦いながら再入植先でナタール共和国やトランスヴァール共和国（1852年建国）、オレンジ自由国（1854年建国）などのアフリカーナー共和国を建国した。1835年から1840年にかけてグレート・トレックに旅立ったアフリカーナー6,000人は主にケープ植民地の中でも貧しい階層に属する小農民であり、混血者の従僕約5,000人を伴った彼等は、少数ながらも1838年12月16日の血の川の戦いでズールー王国のディンガネ王を打ち破っている。オランダ語で「アフリカ人」を意味していた「アフリカーナー」と言う言葉は、18世紀には黒人奴隷を、19世紀前半にはイギリス人を含む白人一般を意味していたが、1870年代より進んだ『聖書』のアフリカーンス語訳を始めとして、文法書や雑誌などのアフリカーンス語の書物が出版されたことを経て、次第にケープ植民地に入植したアフリカーンス語を話す白人を指す言葉となっていった。また、ポール・クルーガーを始めとするアフリカーナーはこの19世紀後半の時期に、オランダ改革派神学者アブラハム・カイパーの新カルヴァン主義の「公共の恵み」説を発達させて、神の選民を自任し、奴隷制を神学的に肯定する理論を得た。

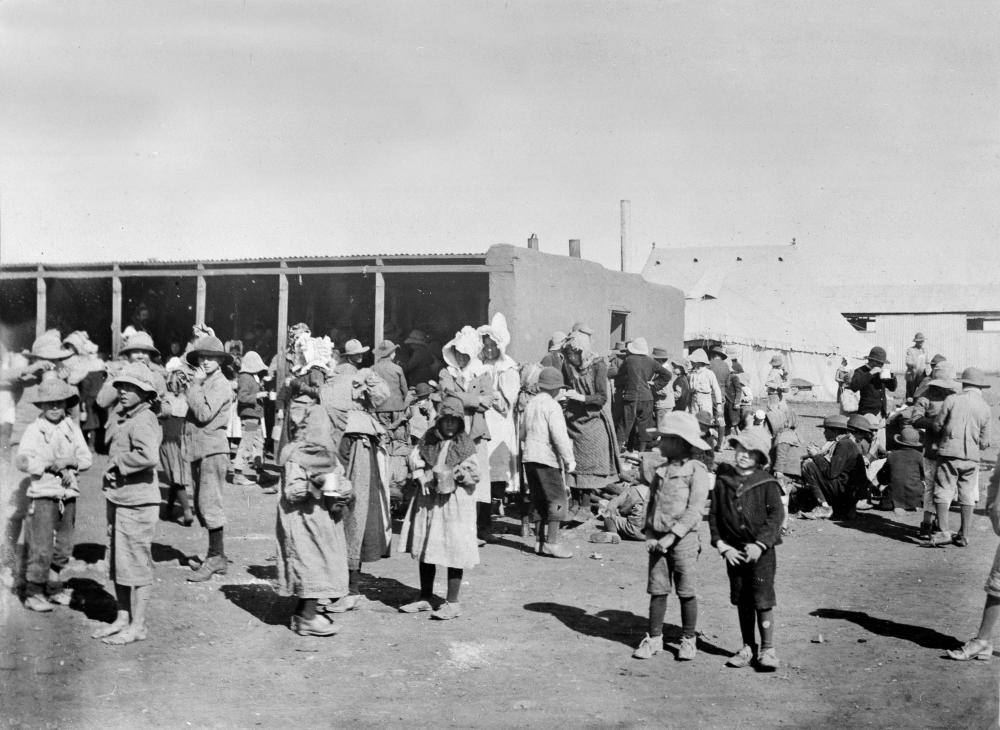
第二次ブール戦争（1899年-1902年）の最中、イギリス軍によって強制収容所に送られたアフリカーナーの女性と子供。

アフリカーナーが建国したトランスヴァール共和国とオレンジ自由国は二次にわたるボーア戦争でイギリスと交戦し、1880年から1881年にかけての第一次ボーア戦争ではイギリスを退けたが、1899年から1902年にかけての第二次ボーア戦争の敗北で両国ともイギリスの支配下に置かれた。第二次ボーア戦争の最中に、イギリスのホレイショ・ハーバート・キッチナー将軍はゲリラ戦術で抵抗するアフリカーナー12万人を強制収容所に送った。戦時中にイギリスが建設したアフリカーナー強制収容所は近代世界初の強制収容所であり、また、第二次ブール戦争で死亡したアフリカーナー34,000人の内、約65%が16歳以下の少年少女であった。『マンチェスター・ガーディアン』紙特派員として第二次ブール戦争の取材に当たったイギリスのジョン・アトキンソン・ホブソンはこの経験から『帝国主義論』（1902年）を著し、ウラジーミル・レーニンの『資本主義の最高の段階としての帝国主義』（1917年）に理論的影響を与えた。このボーア戦争以後、アフリカーナーは反英感情を尖鋭化させていった。
南アフリカ共和国の白人（2009年の推計で国民の9.1%を占めている）は、イギリス系が19世紀末から現在に至るまで金とダイヤモンドの鉱山経営によって経済面で主導的立場を担ってきたのに対し、アフリカーナーは基本的に農民として暮らす人が多かった。ドリス・レッシングの『草は歌っている』にて用いられる「プア・ホワイト」という言葉の使われ方は興味深い。当時の南ローデシア（現ジンバブエ）では、どれほど貧しくてもイギリス人のことは「プア・ホワイト」とは呼ばず、この語はあくまでアフリカーナーを指したという。これは、同じヨーロッパ系植民者の間にも差別感情が根強くあったことを示している。

### 南アフリカ連邦期（1910年-1961年）
1910年の南アフリカ連邦成立後、アフリカーナーは政治面で主導的立場を次第に奪われたが、連邦時代56年間の首相7人の内6人はアフリカーナー出身であった。南アフリカ連邦成立後、アフリカーナー社会はイギリスと協調してアフリカーナーの地位向上を図る「現実派」と、アフリカーナー中心の南アフリカの実現を図る「理想派」に分裂し、「理想派」は1913年に結成された国民党と1918年に結成されたアフリカーナー兄弟同盟を中心にアフリカーナー・ナショナリズムを発達させ、グレート・トレック中の血の川の戦いから100周年に当たる1938年には、グレート・トレックを再現する儀式として「オックス・トレック」が行われ、アフリカーナーとしてのアイデンティティが強化された。また、1925年にはアフリカーンス語がそれまで英語と共に公用語だったオランダ語に替わって、南アフリカ連邦の公用語となっている。アフリカーナー・ナショナリズムの担い手は、イギリス系白人と対抗関係の中で、アフリカーンス語を話す白人の文化的、経済的後進性を自覚した聖職者、教師、知識人、実業家などであった。
南アフリカ連邦は第二次世界大戦では連合国側で参戦し、イギリス軍と共にフランス領マダガスカルを占領したり（マダガスカルの戦い）、北アフリカ戦線などで戦った。戦後の1948年にアフリカーナーを支持母体とする国民党が政権を握り、それ以後、名目的な「分離発展」をうたいながら、国際連合が「人類に対する犯罪」と呼んだアパルトヘイト（「分離」という意味のアフリカーンス語）制度を強力に推進していった。それは、経済面でイギリス系に対して劣位に置かれたアフリカーナーが政治、警察、軍隊といった公権力を奪回することでもあった。多数派であった黒人諸民族への恐怖をイギリス系と共通の利害として抱えていたアフリカーナー「理想派」も、イギリス系白人と協調してキリスト教西洋文明を黒人の民族解放運動と共産主義から防衛することを選んだ。1958年に連邦首相に就任したヘンドリック・フルウールトは熱烈なアフリカーナー・ナショナリストであると同時に共和主義者であり、1961年に南アフリカはイギリス連邦から離脱し、共和制を採用する南アフリカ共和国となった。

### 南アフリカ共和国成立以後（1961年 - ）
南アフリカ共和国のアパルトヘイト体制はイギリス人や他のヨーロッパ系白人をも最優遇する制度であり、少数民族である白人政権は、国外からの白人移民を奨励し、ポルトガル人などが流入した。他の人種は当初は参政権もなく、印僑→カラード（マレー人、コイコイ人を含める）→黒人の順に、職業・教育・結婚・居住などあらゆる面で、法の下の不平等によって搾取された。最底辺に位置づけられた黒人は、最後まで参政権もなく、土地条件の良くないバントゥースタン諸国に縛り付けられたり、或いは生まれた土地から強制的に立ち退きを余儀なくされるなどした。脱植民地化が進む時代に逆行するアパルトヘイト体制は、国際社会から問題視されていたが、この制度によって経済的に利益を得たのは、この時代に生きた南アフリカの白人だけではなく、豊かな鉱山資源を安価な黒人労働力で採掘できた日本を含む西側諸国の資本と、それと結びついた関連企業も含まれていた。
政治的に白人至上主義を掲げ、それを実行した集団ではあるが、もちろん個々人には様々な考えをもつ人がいた。詩人/画家のブライテン・ブライテンバッハや作家のアンドレ・ブリンク、弁護士にして南アフリカ共産党中央委員のブラム・フィッシャーのように、アパルトヘイトに真向から反対する人も少数ながらいた。ブライテンバッハやフィッシャーなどは国家反逆罪で何年も獄中にあった。また、ユージン・テレブランシュのようにアフリカーナー抵抗運動を率いてアパルトヘイト死守を掲げた人物もいた。アフリカーナー抵抗運動などの極右グループは「ブール人」だけの国をめざし、準軍事組織（私兵）として現在も活動を続けている。

## 著名人
- アーノルド・ヴォスルー - 俳優
- アーニー・エルス - ゴルファー

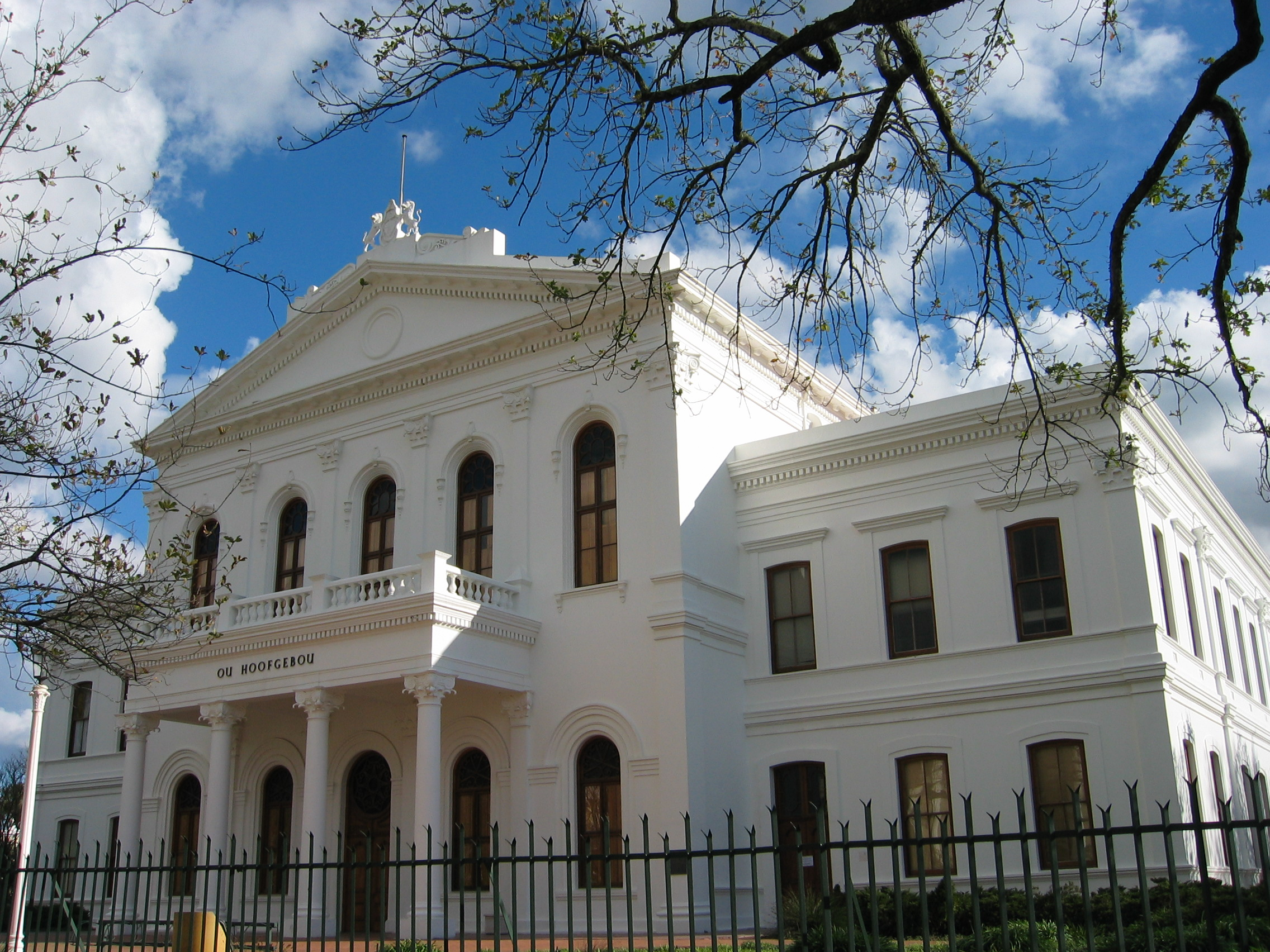
ステレンボッシュに所在するステレンボッシュ大学（1866年創立）は、主にアフリカーンス語で教育を行っている。

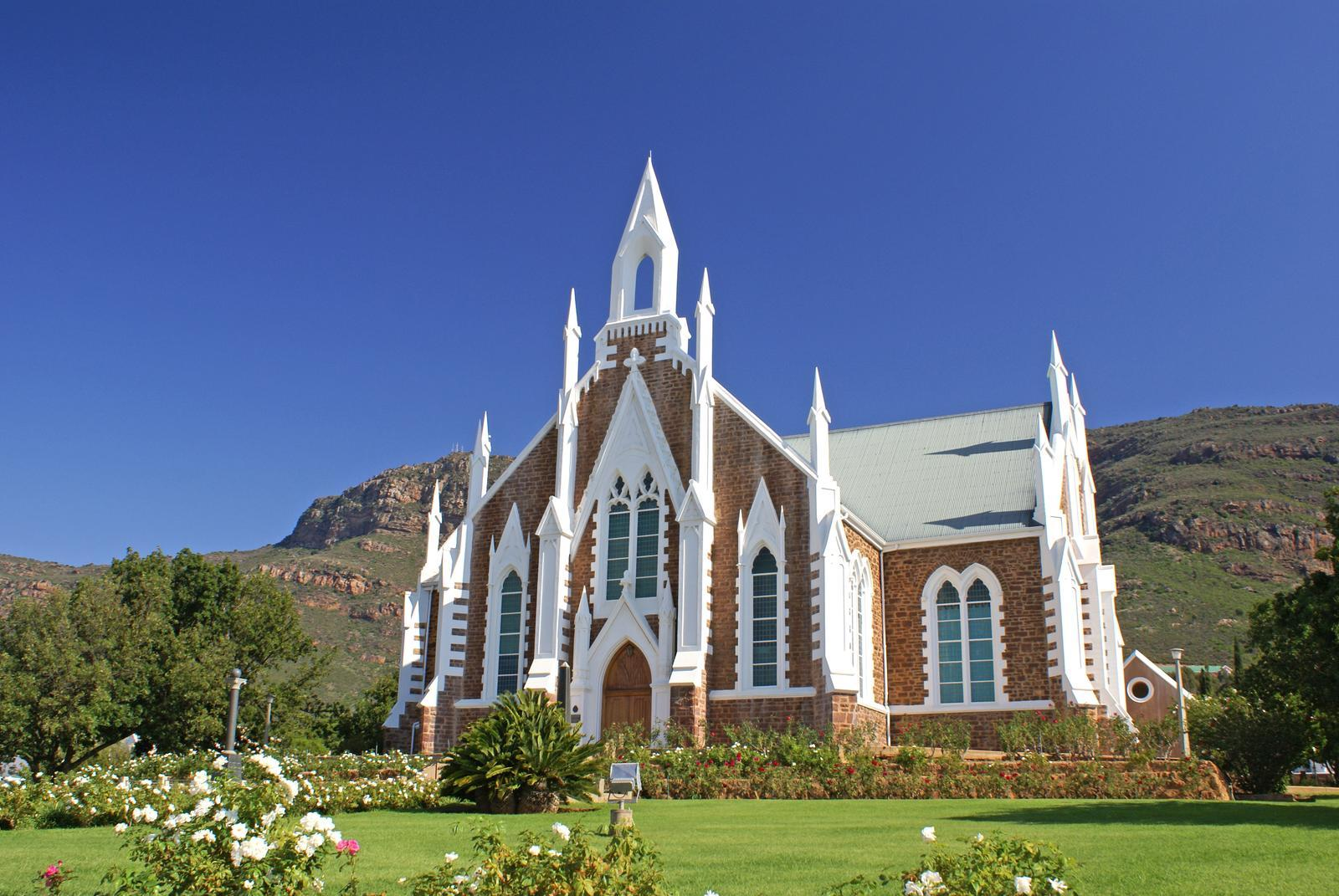
西ケープ州ピケットバーグに所在するオランダ改革派の教会。

- ローレンス・ヴァン・デル・ポスト - 小説家、軍人、探検家、農園主、イギリス政府・イギリス王室顧問。 映画『戦場のメリークリスマス』原作者。カール・グスタフ・ユングの友人でもある。カラハリ砂漠深奥部のブッシュマンの神話的世界を描いた。
- ユースト・ファン・デル・ヴェストハイゼン - ラグビー選手
- ヤコ・ファン・デル・ヴェストハイゼン - ラグビー選手
- ミンキ・ファン・デル・ヴェストハイゼン - スーパーモデル、女優
- レティーフ・グーセン - ゴルファー
- J・M・クッツェー - 文学者、ノーベル文学賞受賞者（2003年）
- リチャード・E・グラント - 俳優
- ゲリー・コーツィー - ボクサー
- コリー・サンダース - ボクサー
- ジョン・スミット - ラグビー選手
- シャーリーズ・セロン - 女優、アカデミー主演女優賞を受賞
- フレデリック・ウィレム・デクラーク - 政治家、1989年から1994年まで南アフリカ共和国大統領、ノーベル平和賞を受賞
- ユージン・テレブランシュ - 極右組織アフリカーナー抵抗運動の創設者
- ベイヤス・ノウデ（英語版） - オランダ改革派教会の指導者の一人、反アパルトヘイト活動家
- クリスチャン・バーナード - 医学者、世界で初めて心臓移植を執刀
- スカルク・バーガー - ラグビー選手
- ゾーラ・バッド - 裸足の女性ランナー
- オスカー・ピストリウス - 義足の短距離選手
- ブラム・フィッシャー　- 南アフリカ共産党中央委員
- バルタザール・フォルスター - 政治家、1966年から1978年まで南アフリカ共和国首相
- J・D・フォルスター - オランダ改革派教会議長、アパルトヘイト擁護者、バルタザール・フォルスターの兄弟
- ヘッキー・ブドラー - ボクサー
- ブライテン・ブライテンバッハ - 詩人、画家
- アンドレ・ブリンク - 作家
- ヘンドリック・フルウールト - 政治家、1958年から1966年まで南アフリカ首相
- ドリカス・デュ・プレシ - 総合格闘家
- マイク・ベルナルド - キックボクサー
- バッキーズ・ボタ - ラグビー選手
- ピーター・ウィレム・ボータ - 政治家、1978年から1984年まで南アフリカ共和国首相、1984年から1989年まで南アフリカ共和国大統領
- フランソワ・ボタ - ボクサー
- ルイス・ヘンリック・ポンジェッター - ダンサー、西ドイツの音楽グループ「ジンギスカン」のメンバー
- ブライアン・ミッチェル - ボクサー
- ヴィンピー・ファンデルヴァルト - ラグビー選手

## 脚註
1. ↑  http://www.joshuaproject.net/peopctry.php?rog3=WA&rop3=100093
2. ↑  http://www.joshuaproject.net/peopctry.php?rop3=100093&rog3=ZA
3. ↑  http://www.joshuaproject.net/peopctry.php?rop3=100093&rog3=AS
4. ↑  峯(1996:61)
5. ↑  峯(1996:61-62)
6. ↑  Hollfelder N, Erasmus JC, Hammaren R, Vicente M, Jakobsson M, Greeff JM (2020). “Patterns of African and Asian admixture in the Afrikaner population of South Africa.”. BMC Biol 18 (1):  16. doi:10.1186/s12915-020-0746-1. PMC 7038537. PMID 32089133.
7. ↑  ロス/石鎚訳(2009:40-41)
8. ↑  ロス/石鎚訳(2009:41-42)
9. ↑  ロス/石鎚訳(2009:42-44)
10. ↑  峯(1996:80-85)
11. ↑  峯(1996:82-84)
12. ↑  峯(1996:114-115)
13. ↑  森(2002:81-86,88-91)
14. 1 2 3  森(2002:88)
15. ↑  峯(1996:109-110)
16. ↑  森(2002:91-92)
17. ↑  森(2002:91-93)
18. ↑  峯(1996:116)
19. ↑  峯(1996:117-118)
20. ↑  森(2002:93-96)
21. ↑  森(2002:95-96)